# سیندرفلا
سیندرفلا (انگلیسی: Cinderfella) فیلمی آمریکایی در سبک کمدی و محصول سال ۱۹۶۰ می‌باشد. از بازیگران این فیلم می‌توان به جری لوئیس، اد وین، جودیت اندرسون و آنا ماریا آلبرگتی اشاره کرد.